# Federação Catarinense de Ciclismo
A Federação Catarinense de Ciclismo sediada em Joinville, tem como seu atual presidente João C. de Andrade.
Através de parcerias com uma série de empresas, promove o ciclismo através de um calendário de atividades para o ano todo, e com um número significativo de ciclistas participantes, dentro das modalidades, Ciclismo, MTB, BMX e Cicloturismo. 